# Xã Mount Pleasant, Quận Atchison, Kansas
Xã Mount Pleasant (tiếng Anh: Mount Pleasant Township) là một xã thuộc quận Atchison, tiểu bang Kansas, Hoa Kỳ. Năm 2010, dân số của xã này là 864 người.